# 野田 (塩竈市)
野田（のだ）は宮城県塩竈市の町丁。郵便番号は985-0035。人口は681人、世帯数は324世帯。丁目を持たない単独町名である。全域で住居表示が実施されている。

## 地理

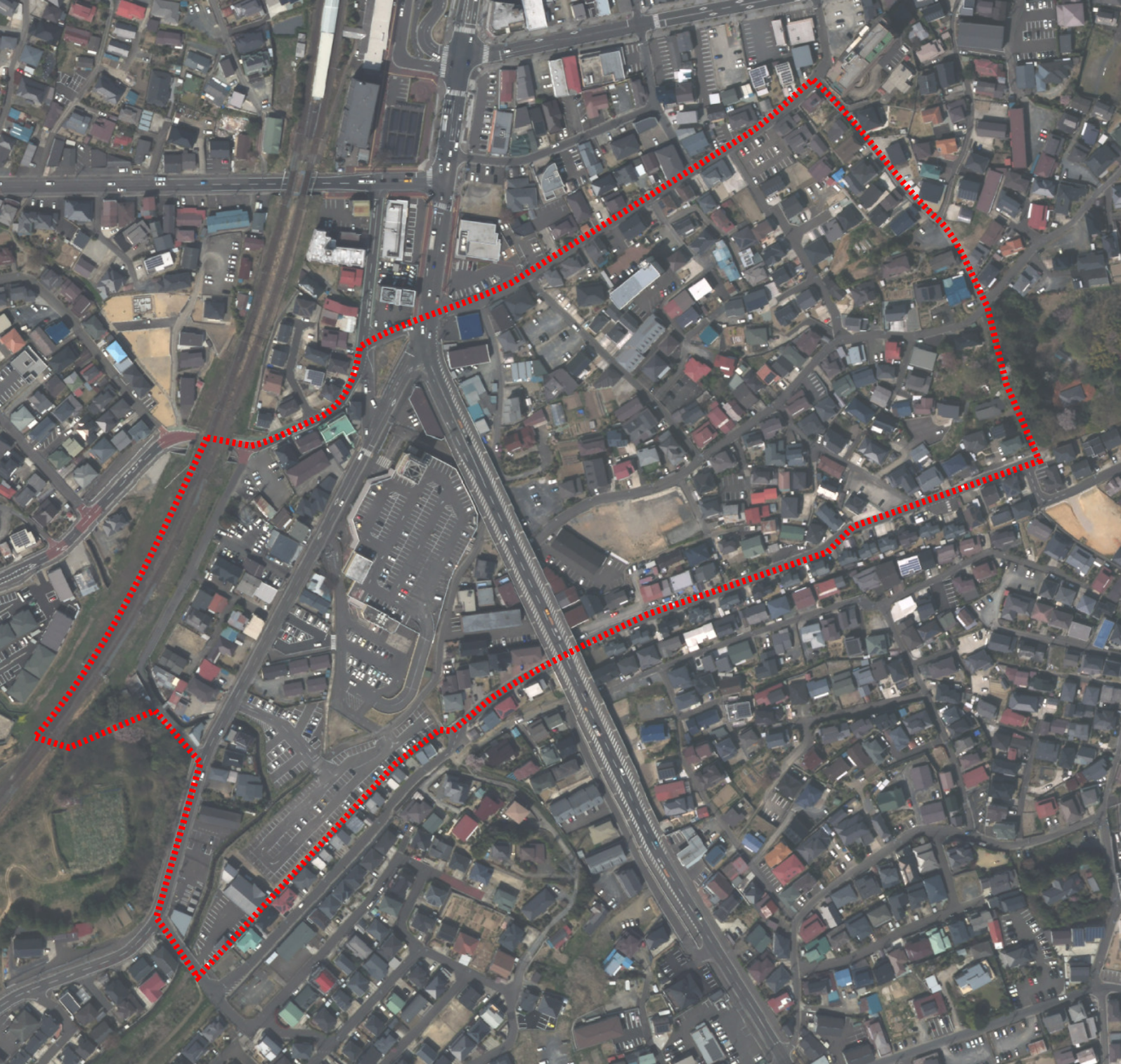
野田の航空写真（赤点線の範囲が野田）

塩竈市の南部、塩釜丘陵に位置する。東側は桜ケ丘と、西側は玉川・袖野田町と、南側は南錦町と、北側は東玉川町・白萩町と接する。また、僅かに多賀城市留ケ谷と接している。
北側の玉川との境界に東北本線が通っている。また、過去には塩釜線が南側の南錦町との境界付近を通っていた。
また、歌枕の地として知られる六玉川のうち、野田の玉川が流れていたとされている。

## 歴史

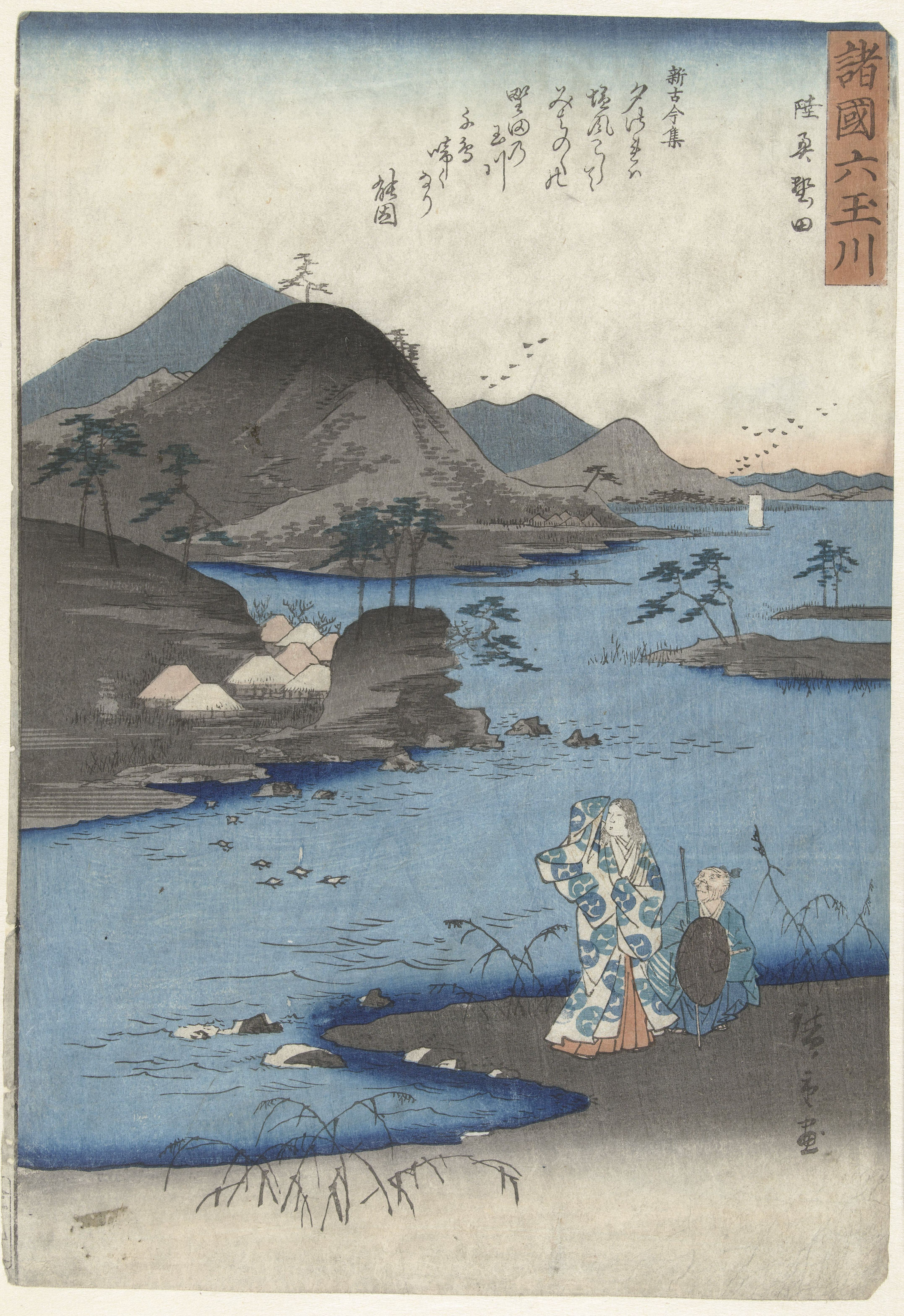
歌川広重による野田の玉川の浮世絵

### 年表
- 1889年（明治22年）4月1日 - 町村制施行で塩竈町が成立したことに伴い、塩竈町字野田が設置される[7]。
- 1964年（昭和39年）5月1日 - 住居表示の施行に伴い、野田が誕生[5]。
- 1973年（昭和48年）-  塩竈市道南錦町東玉川町線の塩釜陸橋が架橋される。これは国鉄塩釜線を越えるための橋であった[8]。
- 1984年（昭和59年）4月 - ヨークベニマル塩釜店が開業する[9]。
- 1997年（平成9年）4月1日 - JR貨物塩釜線が廃止。
- 2009年（平成21年）4月28日 - 野田第一町内会が認可地縁団体として認可を受け法人格を取得[10]。
- 2022年（令和4年）10月23日 - ヨークベニマル塩釜店が老朽化により一時休業する[9]。
- 2023年（令和５年）12月1日 - ヨークベニマル塩釜店が新装開店する[11]。

### 地名の由来
住居表示施行前の字名である字野田が由来。

### 町名の変遷
町名の変遷は以下の通りとなる。
| 実施後 | 実施年月日   | 実施前（各町名ともその一部） | 実施前（各町名ともその一部） |
| ------ | ------------ | ---------------------------- | ---------------------------- |
| 野田   | 1964年5月1日 | （大字なし）                 | 字野田                       |

## 世帯数と人口
2023年（令和5年）2月28日現在の世帯数と人口は以下の通りとなる。
| 丁目 | 世帯    | 人口  |
| 野田 | 324世帯 | 681人 |
| 計   | 324世帯 | 681人 |

## 小・中学校の学区
小・中学校の学区は以下の通りとなる。
| 町丁 | 丁目 | 小学校     | 中学校     |
| ---- | ---- | ---------- | ---------- |
| 野田 | 全域 | 第一小学校 | 第一中学校 |

## 施設

### 公共

#### 公園
- 清水沢児童遊園地（野田14）

### 企業・店舗など
- ヨークベニマル 塩釜店（野田14-34）

## 交通

### 鉄道
最寄り駅は■東北本線の塩釜駅。
- JR東日本
  - ■東北本線

#### 廃止路線
- JR貨物
  - 塩釜線

### バス
- バス路線は通っていない。

### 道路
- 一般国道・一般県道ともに通っていない。幹線道路として塩竈市道南錦町東玉川町線が挙げられる。